# Throw Grampa from the Dane
"Throw Grampa From the Dane" (El abuelo en Dinamarca en Hispanoamérica y Tira al abuelo en España) es el vigésimo episodio de la vigesimonovena temporada de la serie televisiva animada Los Simpson, y el episodio 638 de la serie en general. Se emitió en los Estados Unidos en Fox el 13 de mayo de 2018.  El episodio recibió críticas negativas por parte de los fanáticos y críticos.

## Argumento
Los Simpson se despiertan y encuentran su casa completamente inundada de agua. Se revela que la noche anterior, Marge le pidió a Homer que le ayudara a reajustar la posición de la pintura de su velero. Sin embargo, accidentalmente golpearon un clavo a través de una de las tuberías de agua, causando la inundación. Después de recibir un pago del seguro de $102 y seis meses de vivienda temporal, los Simpson tienen que desalojar su casa mientras se reparan los daños causados por el agua. Después de enterarse de esto, Grampa pide usar el dinero para financiar una operación importante, una que no desea discutir. Después de que Dr. Nick pruebe ser ineficaz para esto, Lisa menciona la atención médica gratuita de Dinamarca, y Marge sugiere que usen el pago del seguro y las vacaciones de Homero para hacer un viaje familiar a Dinamarca para la operación del Abuelo. Homero al principio se niega, pero el abuelo lo engaña para que acepte ir a regañadientes.
Al llegar a un distrito eólico de Dinamarca, la familia se aloja en un apartamento Airbnb que ocupa poco espacio, para el regocijo de Lisa. El propietario procede a mostrarles Copenhague, visitando lugares como Amalienborg, Land of Legends y Louisiana Museum of Modern Art. Marge y Lisa están fascinadas por su cultura, mientras que Bart y Homer se burlan de ella. Homer aprende que aunque las personas no danesas no necesariamente tienen calidad para la atención médica gratuita, las personas lesionadas en Dinamarca son tratadas gratuitamente, mientras que Bart, Lisa y Marge comienzan a contemplar la idea de mudarse a Dinamarca durante al menos un semestre, con lo que Homer no está de acuerdo. Los tres se marcharon a toda velocidad, dejando a Homero y al abuelo recorriendo Dinamarca para intentar que el abuelo se lesionara, sin ningún éxito.
En Kronborg Castle, acostumbrada a la cultura danesa, Marge pide a Homer que piense en mudarse a Dinamarca. Cuando finalmente comienza a considerar la posibilidad, cambia de opinión en el último minuto y trata de empujar al abuelo por las escaleras para su operación libre. Sin embargo, mientras el abuelo se aferra a la pierna de Homero, admite que realmente no necesitaba una operación para algo que amenazara su vida, sino para quitarle un tatuaje grabado en forma de corazón a Mona, ya que se siente avergonzado de vivir sin ella. Mientras Homero y el abuelo ahogan sus penas por la muerte de Mona en un bar danés, una mujer danesa se acerca a Homero y proceden a compartir un baile juntos. Marge los ve por la ventana y, devastada, huye, con Homero siguiéndola.
Tras el incidente, una Marge, comprensiva pero enfadada, confiesa a Homero que ella no va a volver a casa con él, ni tampoco los niños, que desean quedarse en Dinamarca indefinidamente. En el aeropuerto, Homero comienza a arrepentirse de haberla dejado en Dinamarca, pero el abuelo admite que arruinó su matrimonio con Mona de manera similar con su terquedad, aconsejándole que no cometiera los mismos errores que él cometió. Los dos salen corriendo del aeropuerto y regresan corriendo al apartamento para que Homero pueda hacer las paces con Marge. Al encontrarla, Homer promete su amor por ella y promete quedarse en Copenhague con ella. Marge está contenta, pero admite que se está arrepintiendo debido a problemas con el espacio y la disposición en el apartamento y el video de distracción de la línea del horizonte oscuro en la ventana. Ella le concede a Homero que está lista para irse a casa ahora. Los niños están de acuerdo en volver así como Bart no quiere aprovecharse de las buenas escuelas y Lisa sabe que será una paria al mudarse a Dinamarca. Antes de irse, la familia lleva al abuelo a un salón de tatuajes socializado, donde el artista del tatuaje transforma gratuitamente su tatuaje de Mona en un tatuaje de limonada, dándole una nueva perspectiva de la vida.

## Recepción
Dennis Perkins de The A.V. Club dio a este episodio una C+, afirmando, "El abuelo necesita un tratamiento médico caro, por lo que la familia se va a un país extranjero cuyo sistema económico muy diferente permite una atención médica barata para todos. ¡Sí, los Simpson se dirigen a Cuba! No, espera, eso fue la temporada pasada. De acuerdo, bueno, una vez allí, la familia encuentra que su nuevo entorno ofrece una gran cantidad de beneficios culturales que parecen estar casi diseñados para satisfacer las necesidades y los sueños que cada miembro (pero uno) ni siquiera se dio cuenta de que tenía. ¡Sí, los Simpson se envían a Boston! Maldita sea, no, esa fue la temporada 28 también. Tío, es casi como si la serie se quedara sin ideas, completamente."
"Throw Grampa from the Dane" obtuvo una puntuación de 0,9 con un 4 cuota de audiencia y fue visto por 2,14 millones de personas, convirtiendo a "The Simpsons" en el segundo programa más visto de Fox esa noche.